# Reakcja łańcuchowa polimerazy

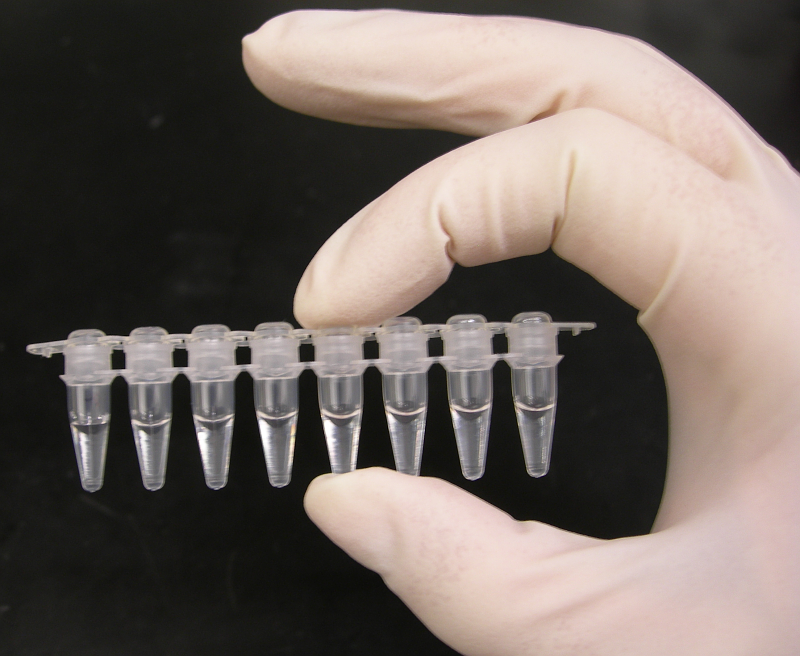
Zestaw ośmiu probówek do PCR (po 100 μl mieszaniny reakcyjnej)

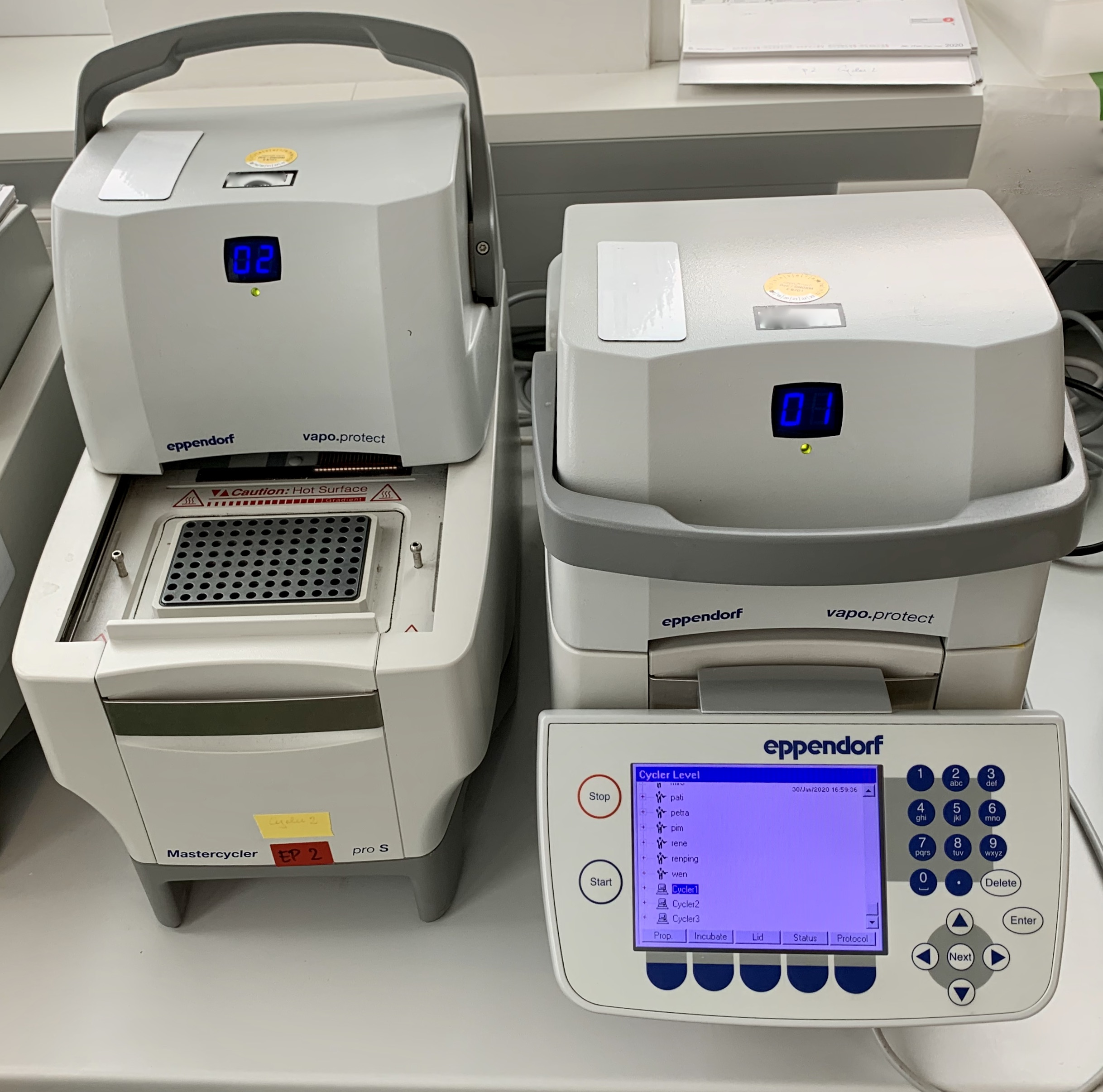
Termocykler

Reakcja łańcuchowa polimerazy, łańcuchowa reakcja polimerazy, PCR (od ang. polymerase chain reaction) – metoda powielania łańcuchów DNA polegająca na łańcuchowej reakcji polimerazy DNA w wyniku wielokrotnego podgrzewania i oziębiania próbki, w warunkach laboratoryjnych. Technika ta została opracowana w roku 1983 przez Kary’ego Mullisa z kalifornijskiej firmy Cetus, za co Mullis otrzymał w 1993 Nagrodę Nobla.
Znajduje ona wiele zastosowań, między innymi w badaniach nad genomem, charakteryzowaniu ekspresji genów, klonowaniu genów, diagnostyce klinicznej, identyfikacji osób zaginionych i kryminalistyce, paleontologii.

## Składniki mieszaniny reakcyjnej
Do reakcji doprowadza się:
- matrycowy DNA, którego fragment ma być powielony
- mieszankę nukleotydów (czyli trójfosforanów deoksyrybonukleozydów)
- startery (primery), czyli krótkie oligonukleotydy DNA komplementarne do fragmentów matrycy znajdujących się na obu końcach danego genu. Wyróżnia się dwa typy starterów: starter przedni[1] (jego sekwencja musi być taka sama jak sekwencja powielana) i starter wsteczny[1] (jego sekwencja musi być komplementarna do powielanej).
- termostabilną polimerazę DNA. Używanym do reakcji enzymem może być na przykład polimeraza Taq wyizolowana z bakterii Thermus aquaticus lub polimeraza Pfu z archeonów Pyrococcus furiosus. Polimeraza Pfu charakteryzuje się większą progresywnością niż Taq, jednak działa wolniej. Dostępne są także inne polimerazy, będące z reguły modyfikacjami wyżej wymienionych.

Czasem dodaje się jeszcze inne składniki, na przykład roztwór tRNA (chroniący inne składniki mieszaniny przed adsorpcją na ściankach naczynia) lub barwniki i wskaźniki informujące o przebiegu reakcji (szczególnie w modyfikacjach PCR).

## Przebieg reakcji

Przebieg reakcji PCR

Reakcja PCR składa się z wielokrotnie powtarzanego cyklu trzech etapów, które zachodzą w różnych temperaturach. Można zatem wymuszać je bez ingerencji w skład mieszaniny, a jedynie przez zmianę temperatury mieszaniny reakcyjnej.
1. Denaturacja. Polega na rozpleceniu podwójnej helisy matrycowego DNA (lub mRNA, jeśli stanowi matrycę). W wysokiej temperaturze (zwykle około 95 °C) pękają wiązania wodorowe i podwójna helisa DNA rozdziela się na dwa pojedyncze łańcuchy. W celu uzyskania tego efektu podnosi się temperaturę mieszaniny reakcyjnej, do wymaganych 95 °C, na 15 sekund.
2. Przyłączanie starterów (hybrydyzacja). Jest to tworzenie odcinków dwuniciowych składających się z przygotowanych starterów (cząsteczek DNA komplementarnych do sekwencji DNA oskrzydlających namnażany gen) i matrycowej cząsteczki DNA. Etap ten przebiega w niższej temperaturze, ściśle określonej dla danej pary starterów (45–60 °C), które przyłączają się do matrycy DNA. Ponieważ roztwory starterów są dodawane w dużym nadmiarze w stosunku do matrycy, jest bardzo mało prawdopodobne, żeby na tym etapie zamiast hybryd starter–matryca utworzyły się hybrydy połączonych z sobą dwóch nici matrycy.
3. Wydłużanie łańcucha (elongacja). Na tym etapie zachodzi właściwa synteza DNA i tym samym amplifikacja pożądanego genu. Podwyższenie temperatury do około 72 °C powoduje utworzenie się na matrycy, z przyłączonymi do niej starterami, kompleksu z polimerazą DNA, w wyniku czego rozpoczyna się synteza nici komplementarnej do matrycy. Reakcja ta trwa zwykle 30 sekund.

Następnie cykl powtarza się i w kolejnym etapie przyłączania starterów i elongacji jako matryca mogą służyć wszystkie zsyntetyzowane dotychczas cząsteczki genu. W ten sposób reakcja, dopóki substraty i enzym są w wystarczającej ilości, zachodzi coraz szybciej, powodując coraz większy przyrost kopii genu na etapie wydłużania.
Gdyby wydajność metody była stuprocentowa, po n cyklach reakcji z jednej cząsteczki można by uzyskać 2n cząsteczek. W praktyce wydajność procesu jest mniejsza, co nie zmienia faktu, że metoda PCR pozwala na geometryczne zwielokrotnienie pożądanego łańcucha DNA. Konwencjonalna technika PCR pozwala na namnażanie łańcuchów DNA o maksymalnej długości około 10 kpz.

## Modyfikacje PCR

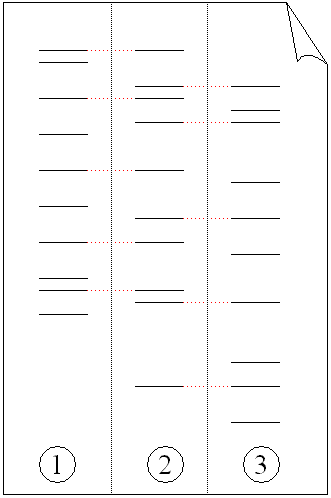
Elektroforeza zamplifikowanych fragmentów DNA
(1) ojciec
(2) dziecko
(3) matka

Stosuje się również modyfikacje metody PCR, między innymi:
- RT-PCR (reverse transcription) modyfikacja polegająca na użyciu mRNA jako matrycy. Synteza DNA na matrycy mRNA odbywa się przy użyciu odwrotnej transkryptazy (RT). Następnie DNA namnaża się za pomocą zwykłej reakcji PCR. Metoda ta pozwala na amplifikację wyłącznie sekwencji zawartej w dojrzałym mRNA, a więc tylko egzonów. Powstały DNA określany jest jako cDNA – komplementarny DNA.
- real time PCR (qPCR) – do środowiska reakcji wprowadzane są znakowane (na przykład barwnikami fluorescencyjnymi) nukleotydy lub sondy łączące się z DNA, które pozwalają na podstawie odczytów w kolejnych cyklach określić ilość matrycy użytej do reakcji, jak również śledzić ilość powstającego produktu.
- PCR emulsyjny (droplet digital PCR, ddPCR) służy do ilościowej oceny produktu reakcji. Bazuje na znakowanych fluorescencyjnie nukleotydach (jak w real time PCR), oferuje jednak odmienny sposób absolutnej kwantyfikacji. Metoda ddPCR opiera się na technice emulsji wodno-olejowej, dzięki czemu pojedyncza reakcja jest frakcjonowana na bardzo wiele kropli (maksymalnie 20 000). W niektórych kroplach dochodzi do amplifikacji jak w konwencjonalnej metodzie PCR. Następnie system sczytuje cząsteczki, w których zaszła reakcja (pozytywne) i wszystkie pozostałe (negatywne), w oparciu o które generuje się bezwzględna liczba cząsteczek docelowych w próbce, bez konieczności odniesienia do krzywych standardowych czy genu referencyjnego jak w qPCR[2].
- nested PCR – stosowany, gdy dysponuje się niewielką ilością matryc DNA. Jego istotą jest synteza kilku długich fragmentów zawierających przedmiotowy fragment na początku reakcji (dzięki czemu powiela się materiał badawczy); dopiero w następnym kroku dodaje się startery okalające ten odcinek.
- RACE PCR (rapid amplification of cDNA ends PCR) – szybka amplifikacja końców cDNA
- PCR-RFLP (polymerase chain reaction – restriction fragment length polymorphism) – metoda wykorzystująca enzymy restrykcyjne w celu identyfikacji mutacji w obrębie miejsc cięcia danego enzymu. Pozwala też na wykrycie mutacji prowadzących do powstania nowych miejsc cięcia[3].
- RG-PCR
- ACRS-PCR
- ARMS-PCR
- ASA-PCR
- PCR-ASO (allele-specific oligonucleotide) – metoda wykorzystująca hybrydyzację ze specyficznymi sondami oligonukleotydowymi, wykrywającymi mutacje znajdujące się poza miejscami restrykcyjnymi. Pozwala na rozpoznanie allelu dzikiego (prawidłowego) lub zmutowanego.
- PCR-HD
- PCR-SSCP – w technice tej obie nici poddaje się denaturacji, oraz pozwala im przyjąć właściwe dla sekwencji struktury przestrzenne. Zmiany obserwuje się na żelu. Technika ta może pozwolić na wykrycie różnych alleli danego genu[3].
- PCR-DGGE
- PCR-TGGE
- inverse PCR (ITCR) – metoda wykorzystuje koliste cząsteczki DNA (powstałe w wyniku cięcia genomowego DNA enzymami restrykcyjnymi i ligowaniu tych fragmentów przez ligazę DNA pochodzącą z bakteriofaga T4), które stanowią matrycę DNA w reakcji PCR. Uzyskane produkty PCR są mniejsze niż odpowiednie produkty hydrolizy, ponieważ startery zostały umiejscowione na końcach 5' i 3' sekwencji znanej, która ulega amplifikacji[4]
- PCR-OLA (oligonucleotide ligation assay) – metoda ligacji oligonukleotydów
- PCR-CCM
- PCR-PTT
- RAPD-PCR (losowa amplifikacja polimorficznego DNA) – metoda polega na użyciu jednego, krótkiego, losowego startera. Po zakończeniu reakcji i analizie elektroforetycznej otrzymuje się różnej długości prążki będące cechą charakterystyczną danego osobnika (fingerprinting). Niestety, przez niską temperaturę łączenia starterów (konieczne, by uzyskać wystarczającą ilość produktów) metoda ma niską powtarzalność, przy czym wynik zależy od wielu trudnych do określenia czynników (na przykład niewielkich wahań temperatury, użytych odczynników, czasów nagrzewania lub chłodzenia).
- REP-PCR (repetitive-sequence-based PCR) – PCR z wykorzystaniem sekwencji powtórzonych. Metoda polega na zastosowaniu w reakcji starterów komplementarnych do tych sekwencji genomowych. Produkty reakcji rozdzielane są na drodze elektroforezy w żelu agarozowym i tworzą swoisty wzór prążków, charakterystyczny dla danego szczepu bakterii. Metoda ma wysoką powtarzalność; ze względu na niski koszt i krótki czas (w porównaniu z, na przykład, reakcją Rea-PFGE) może być stosowana do badania stopnia pokrewieństwa dużej liczby szczepów. Najczęściej stosowane są startery komplementarne do rodziny sekwencji BOX i ERIC[5].
- QF-PCR (quantitive fluorescence PCR) – metoda opierająca się na wykorzystaniu, jako markerów, sekwencji krótkich powtórzeń tandemowych (STR). Startery do amplifikacji poszczególnych STR są znakowane fluorescencyjnie. QF-PCR znalazła zastosowanie w diagnostyce prenatalnej do oceny ilości kopii chromosomów 13, 18, 21, X i Y.

## Zalety metody
PCR jest bardzo użytecznym narzędziem w różnego typu badaniach genetycznych, ponieważ:
- Nie wymaga znajomości sekwencji badanego genu – wystarczy znajomość sekwencji nukleotydów w odcinkach oskrzydlających gen.
- Stosowane startery nie muszą być komplementarne do matrycy w 100% – pozwala to na amplifikację wariantów tego samego genu różniących się od siebie niewielkimi zmianami w sekwencji.
- Jednocześnie jest to metoda specyficzna – przy doborze odpowiednich starterów powielaniu ulega tylko jeden odcinek DNA.
- Jest to metoda bardzo czuła – umożliwia wykrycie nawet pojedynczej cząsteczki DNA.